# Satisfakcija
Satisfakcija (Сатисфакция) è un film del 2011 diretto da Anna Matison.

## Trama
Il film racconta l'influente uomo d'affari Aleksandr, che dopo una giornata di lavoro, insieme al suo assistente Dmitrij, si reca in un ristorante in cui non ci sono visitatori. Passano del tempo in compagnia di camerieri silenziosi e numerose bottiglie di alcolici. E improvvisamente la porta viene chiusa dall'interno...